# 2127 Tanya
2127 Tanya è un asteroide della fascia principale del diametro medio di circa 39,28 km. Scoperto nel 1971 da Ljudmila Ivanovna Černych, presenta un'orbita caratterizzata da un semiasse maggiore pari a 3,2086397 UA e da un'eccentricità di 0,0374304, inclinata di 13,12209° rispetto all'eclittica.
All'asteroide è stato conferito il nome "Tanya" in memoria di Tanja Savičeva, una giovane ragazza russa morta immediatamente dopo l'assedio di Leningrado, il 1º luglio 1944.